# 平川市立小国小中学校
平川市立小国小中学校（ひらかわしりつ おぐにしょうちゅうがっこう）は、かつて青森県平川市小国にあった、小中学校併設校である。2011年に閉校した。

## 概要
平川市の東部、小国地区にあり、山間の集落に位置する。平川市であるが文化圏、生活圏は黒石市に属する。

## 沿革

### 小学校（1947年まで）
- 1900年（明治33年）10月16日 - 小国字山下20番地に小国尋常小学校として創立する[2]。
- 1924年（大正13年）6月21日 - 小国字川原田12番地(現在地)へ移転。
- 1938年（昭和13年）11月3日  - 校舎校舎新築。明治節に新築落成式を行う。
- 1941年（昭和16年）4月1日 - 国民学校令により小国国民学校に改称。
- 1947年（昭和22年）4月1日 - 学校教育法により竹館村立小国小学校に改称。

### 中学校
- 1947年（昭和22年）4月1日 - 小国小学校校舎に併置する形で、竹館村立小国中学校を創立する[2]。

### 小中学校
- 1947年（昭和22年）4月21日 - 中学校の開校式挙行。
- 1949年（昭和24年）10月1日 - 中学校落成式挙行。
- 1952年（昭和27年）10月28日 - 増築（図書室兼裁縫室、小使室）。
- 1955年（昭和30年）
  - 3月1日 - 町村合併により、平賀町立小国小中学校に改称。
  - 5月29日 - 校地拡張。
- 1957年（昭和32年）10月5日 - 増築（水呑場、足洗場）。
- 1958年（昭和33年）
  - 3月2日 - 中学校校歌制定。
  - 3月24日 - 小学校校歌制定。
- 1961年（昭和36年）
  - 日付不明 - 校地買収。
  - 10月15日 - 新校舎落成。講堂移転。
- 1966年（昭和41年）
  - 5月12日 - 国旗掲揚台竿新設。
  - 10月7日 - 僻地集会所落成。
- 1969年（昭和44年）
  - 6月5日 - 校庭拡張。
  - 9月30日 - 学校給食室完成。
  - 10月1日 - 給食開始。
- 1970年（昭和45年）9月10日 - 小学校創立70周年記念式典を挙行する（校旗・校章・校門新設）。
- 1977年（昭和52年）11月 - 中学校創立30周年記念式典挙行。
- 1979年（昭和54年）7月28日 - 小学校プール完成。
- 2000年（平成12年）11月 - 小学校創立百周年記念式典挙行。
- 2006年（平成18年）1月1日 - 町村合併により、平川市立小国小中学校となる。
- 2008年（平成20年）4月 - 小学校2学級編制、中学校1学級編制となる。
- 2009年（平成21年）4月 - 小学校1学級編制となる。
- 2011年（平成23年）3月31日 - 小学校は竹館小学校へ、中学校は平賀東中学校へ、それぞれ統合され、廃校。

## 学区
- 小国

## 周辺
- 国道102号
- びわの平ゴルフ倶楽部

## アクセス
- 弘南鉄道弘南線平賀駅から、自動車で約17.1 km・約35分。
- 東北自動車道大鰐弘前ICから、自動車で約16.5 km・約35分。
- 弘南鉄道弘南線黒石駅から、
  - 自動車で、約19.1 km・約40分。
  - 弘南バス温川線で、約35分[3]「小国小学校」バス停下車[4]。学校は廃校となったが、2019年（令和元年）10月1日時点で、バス停名としては残っている。

## 参考資料
- 『青森県教育史 別巻』（青森県教育委員会・1973年12月20日発行）
  - 791頁「学校沿革 小学校 小国小学校」
  - 911頁「学校沿革 中学校 小国中学校」
- 『平賀町史 上巻』（平賀町・1985年3月1日発行）
  - 「第五編教育 第二章学校教育 第二節小学校 9 平賀町立小国小・中学校」
    - 1060頁「（小国小学校）沿革」
    - 1061頁「（小国中学校）沿革」

  - 1283頁「平賀町誌年表」